# Kernen im Remstal
Kernen im Remstal è un comune tedesco di 15 123 abitanti, situato nel land del Baden-Württemberg.